# North River (New Hampshire)
De North River is een 24,3 km lange rivier in het zuidoosten van New Hampshire in de Verenigde Staten. Het is een zijrivier van de Lamprey, die uiteindelijk in de Atlantische Oceaan uitmondt.
De rivier begint bij de North River Pond ten noorden van Nottingham. Hij stroomt naar het zuidoosten door heuvelachtig, bebost terrein, dwars door de gehele stad Nottingham, het zuidelijke deel van Lee en het noordelijke deel van Epping, waarna hij overgaat in de rivier de Lamprey. Een belangrijke zijrivier van de North River is de Bean River, die vanuit het westen samenkomt met de North River in het centrum van Nottingham.